# Änkekejsarinnan Lü

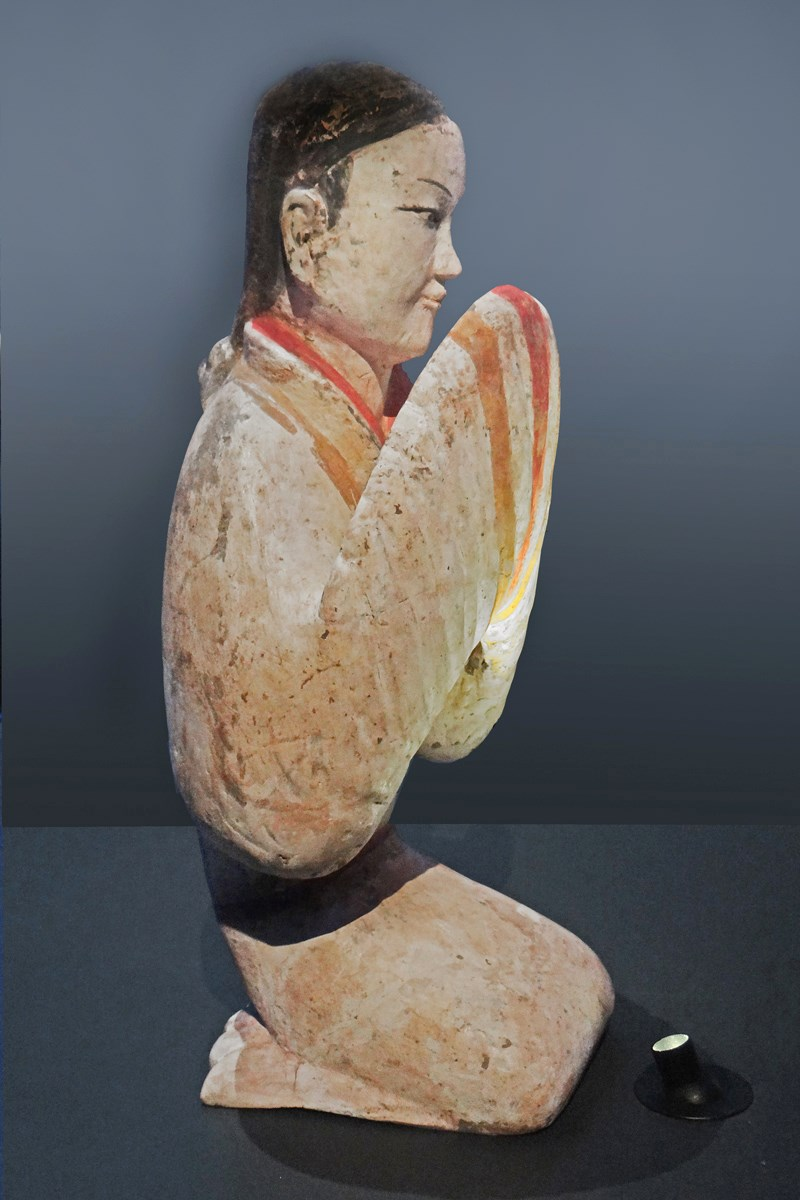
Statyett av en kinesisk hovdam samtida med Änkekejsarinnan Lü.

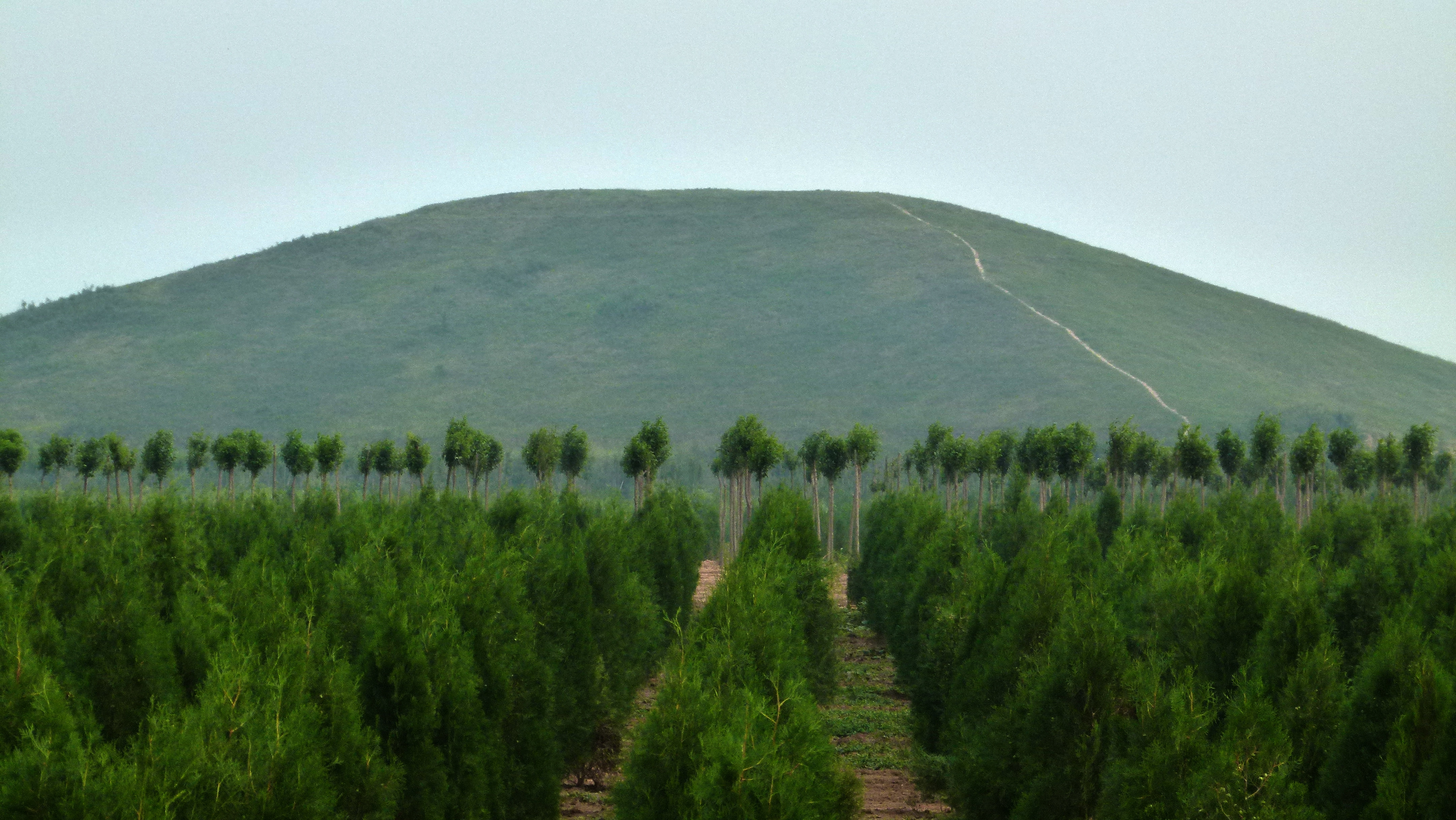
Änkekejsarinnan Lüs grav, Changling 2

Änkekejsarinnan Lü (kinesiska: 吕太后, Lǚ Tàihòu) eller Kejsarinnan Han Gao (kinesiska: 汉高后, Hàn Gāohòu), född 241 f.Kr., död 180 f.Kr., var en kinesisk kejsarinna, gift med Handynastins grundare, kejsar Han Gaozu (Liu Bang). Deras gemensamma son Liu Ying regerade som kejsar Han Huidi från 195 f.Kr. fram till hans oväntade död 188 f.Kr., och överlät under denna tid all makt på sin mor. Därefter regerade änkekejsarinnan Lü Kina som regent från 188 f.Kr. till sin död 180 f.Kr., med två omyndiga sonsöner efter varandra som marionettkejsare. Hon var den kinesiska Handynastins tredje regent, och den första kvinna som styrt det enade Kina. 

## Biografi
Änkekejsarinnan Lüs personnamn var Lü Zhi (kinesiska: 吕雉, Tàihòu). Hon var dotter till Lü Wen, Prins Xuan av Lü. Hon gifte sig med ämbetsmannen Liu Bang. Paret fick två barn. 

### Kejsarinna
Hennes make enade år 202 Kina under sig och besteg tronen som kejsar Han Gaozu, med Chang'an som huvudstad. Hon gjordes då till kejsarinna och deras gemensamma son till tronföljare och kronprins. Hon hade en politiskt inflytelserik ställning under sin makes regeringstid. 
Kejsar Han Gaozu tvingades ofta vara frånvarande från huvudstaden på fälttåg för att stabilisera det nyligen återförenade Kina, och medan han var borta fungerade hans maka som regent i huvudstaden tillsammans med deras son kronprins Liu Ying, biträdd av minister Xiao He. I sin uppgift som sin makes ställföreträdare etablerade hon ett gott samarbete med sin makes ministrar och en bred kunskap om statens affärer och gjorde sig känd för sin begåvning som administratör och fruktad för sin hänsynslöshet. Även sedan hennes make slutgiltigt återvänt från striderna, behöll hon en inflytelserik ställning vid hovet och bevarade sitt kontaktnät.

### De facto medregent
Hon blev änka vid sin makes död 195. Hennes son Liu Ying efterträdde därefter hennes make som kejsar Han Huidi. Lü tilldelades titeln änkekejsarinna. Hennes inflytande över politiken var större under hennes sons regeringstid än den varit under hennes makes. 
Som kejsarmoder fick Änkekejsarinnan Lü från början genast stor makt. Hon lyckades ta makten efter en ökänd incident, som fick hennes son att överlåta all politik på henne. Som kejsarmoder hade hon makten över det kejserliga haremet och kunde bestämma över sin döde makes alla bihustrur och konkubiner. I de flesta fall behandlade hon dem väl efter kejserlig sed, och de konkubiner som hade fött söner fick titeln "änkeprinsessa" i sina söners furstendömen. Ett ökänt undantag är hennes grymhet mot Konkubin Qi, vars son prins Liu Ruyi av Zhao hade varit en rival till Änkekejsarinnan Lüs egen son kejsaren i tronföljdsordningen. Medan prins Liu Ruyi var bortrest, grep Lü hans mor Qi och lät frånta henne titel och ställning, raka hennes huvud, klä henne i fångkläder och tvinga henne att arbeta i en riskvarn. Hon kallade sedan på prins Liu Ruyi med syftet att döda honom tillsammans med hans mor. Kansler Zhou Chang
beskyddade tillfälligt prinsen genom att hävda att denna var sjuk, men hon kallade då på kanslern, lät fängsla honom, och kallade sedan på prinsen igen. Kejsaren beskyddade då sin halvbror från sin mor genom att göra honom sällskap till huvudstaden Chang'an och se till att alltid hålla honom vid sin sida. 
En morgon vintern 194 f.Kr., gav sig kejsaren ut på jakt utan sin halvbror, som låg sjuk till sängs, och medan kejsaren var borta lät kejsarmodern en lönnmördare tvinga prinsen att dricka gift. Därefter lät hon mörda prinsens mor Konkubin Qi på ett sätt som blivit ökänt i Kinas historia. Hon lät hugga av henne armar och ben, sticka ut hennes ögon, skära av hennes öron, tvingade henne att dricka ett gift som gjorde henne stum, och lät sedan slänga henne i en latrin och kallade henne för ett "Mänskligt Svin" (人彘). Kejsaren tog några dagar senare till latrinen för att se det "det mänskliga svinet", och då han förstod att det var en människa och vem det var, drabbades han av en sådan chock över grymheten att han skrek och blev sängliggande. Därefter bad han att få träffa sin mor och sade till henne: 
"Detta har inte gjorts av en människa. Som son till änkekejsarinnan kan jag aldrig regera kejsardömet."
Därefter befattande han sig aldrig mer med politik, och statens affärer sköttes därefter helt av hans mor.

### De facto regent
Hon bjöd samma år, 194, in sin andre styvson prins Liu Fei av Qi på en bankett, under vilken hon försökte förgifta honom. Hon misslyckades då hennes son kejsaren försökte dricka ur prinsens bägare och hon tvingades hindra honom och därmed avslöjade sig, men hon gick med på att låta prinsen leva då han lovade att skänka sitt regemente till hennes dotter. När ytterligare en styvson, prins Liu You av Zhao, som var gift med hennes brorsdotter, var otrogen, talade hennes brorsdotter om för henne att han planerade ett uppror. Lü lät då kalla honom till huvudstaden och fängsla honom; han avled av svält i fängelset 181 f.Kr. 
Prins Liu Hui av Liang, som gifte sig med en av hennes brorsdöttrar, blev så missnöjd över att fråntas makten i sitt furstendöme av sin makas släktingar och få sin favoritkonkubin förgiftad av sin maka att han begick självmord. 
Änkekejsarinnan Lü mottog år 192 ett kombinerat äktenskapsförslag och hot av Xiongnu-hövdingen Modu Chanyu, som erbjöd henne äktenskap. Lü blev så förolämpad att hon i ett upprört sammanträde nästan bestämde sig för att förklara kring, uppmuntrad av sina generaler, innan minister Ji Bu påpekade att Kinas armé var vida underlägsen Xiongnu. Hon avböjde därför frieriet genom att beskriva sig som gammal och skröplig, och fortsatte istället den gamla principen om att köpa sig fri från Xiongnu-hotet genom tributskatter och bortgifte av prinsessor med Xiongnu-hövdingar. 
Hon arrangerade år 191 ett äktenskap mellan sin son kejsaren och sin dotterdotter Zhang Yan. Paret fick inga barn, men kejsarmodern ska ha befallt sin svärdotter att adoptera sin sons åtta biologiska söner med hans konkubiner och därefter döda deras mödrar.

### Regent
Hennes son kejsar Han Huidi avled 188 f.Kr. Han efterträddes av sin fem år gamle son kejsar Qianshao. Hans farmor Lü avstod från titeln storänkekejsarinna, som hon skulle ha haft rätt till som kejsarens farmor, och behöll titeln änkekejsarinna. Qianshao räknas inte alltid som monark, och inkluderas inte alltid i regentlängderna. Han uppfattas ofta enbart som sin farmors marionett snarare än en legitim monark. Änkekejsarinnan Lü tog makten som Kinas regent i den minderårige kejsarens ställe, och utövade en monarks plikter och uppgifter, medan hennes sonson sällan nämns i källor och offentliga dokument. 
Änkekejsarinnan Lü önskade utnämna sina släktingar till prinsar, mot den lag hon och hennes make tidigare hade infört. Högerkanslern Wang Ling (王陵) motsatte sig detta steg, medan vänsterkanslern Chen Ping och general Zhou Bo gav henne sitt stöd med argumentet att steget var nödvändigt för att skydda Lü-klanen och statens stabilitet. Hon erbjöd Wang Ling ämbetet som storinstruktör, men då han avböjde med hänvisning till sjukdom förvisade hon honom till hans markisat och ersatte honom med Chen Ping medan hon gav dennas förra post till sin älskare, Shen Yiji (審食其). Hon utnämnde sedan sin släkting Zhang Yan (張偃) till prins av Lu, och delade ut titeln prins eller markis till en rad av sina släktingar under de följande åren: år 184 bröt hon också mot seden genom att tilldela en titel till en kvinna, som syster Lü Xu (呂須), som hon gjorde till markisinna av Lingguang. 
År 184 f.Kr. fick kejsar Qianshao reda på att den yngre änkekejsarinnan Zhang Yan inte var hans biologiska mor, och att hans verkliga mor hade blivit avrättad av Änkekejsarinnan Lü. Han sade då att han skulle hämnas på sin adoptivmor då han blev vuxen. Då Änkekejsarinnan Lü fick veta detta, lät hon sätta kejsaren i husarrest inne i palatset och förklarade att han var psykiskt sjuk och oförmögen att träffa någon. Efter en tid förklarade hon att kejsaren var oförmögen att regera, och fick honom därefter förklarad avsatt och dödad. Hon ersatte honom som monark med hans halvbror, sin sonson kejsar Houshao, medan hon själv fortsatte som regent. Inte heller Houshao anses alltid ha varit en verklig regent och är inte heller alltid inkluderat i regentlängden. Han uppfattas ofta enbart som sin farmors marionett snarare än en legitim monark.

### Död och efterspel
Änkekejsarinnan Lü avled av en sjukdom år 180 f.Kr. Änkekejsarinnan Lü begravdes tillsammans med kejsare Gaozu i Changling utanför dagens Xi'an. Hennes död följdes av en massaker på hennes inflytelserika klan, känd som Lü-klanmassakern. 
Senare samma år avsattes och mördades Houshao. Därefter besteg hennes sonson Liu Heng tronen, och regerade Handynastin under titeln Han Wendi.

## Eftermäle
Under Songdynastins (960-1279) ortodoxa tolkning av konfucianismen var det inte tillåtet med kvinnliga monarker, så historien skrevs om och änkekejsarinnan Lüs regeringstid tillskrevs Liu Gong (regeringstid 188 f.Kr.-184 f.Kr.) och Liu Hong (regeringstid 184 f.Kr.-180 f.Kr.).